# Mebyon Kernow
Mebyon Kernow (korniul Cornwall fiai, gyakori rövidítéssel MK) az Egyesült Királyság egyik politikai pártja. Legnagyobb célja az Egyesült Királyság keretein belül nagyobb autonómiát szerezni Cornwallnak.

## Korai története
Az MK-t 1951. január 6-án, Redruthban alapították meg. A párt első elnöke Helena Charles lett. Az első találkozón a Mebyon Kernow a következő célokat fogalmazta meg:
1. A helyi viszonyok tanulmányozása, a közvélemény befolyásolásán keresztül a legjobb kép elterjesztése Cornwallról.
2. A korni nyelv és irodalom támogatása.
3. Cornwall történelmének korni nézőpontból való tanítása.
4. A kelta öntudat szélesebb elterjesztése, annak tudatosítása, hogy a korni a kelta népek egyike.
5. A sajtóban pamflettek, szórólapok, cikkek és levelek publikálása amikor csak lehetséges, ezzel is segítve a fentebb megfogalmazott célokat.
6. Korni-kelta színezetű koncertek és előadások szervezése, amin keresztül még inkább lehet hangoztatni a célokat.
7. Együttműködés a többi olyan szervezettel, melynek célja Cornwall jellemzőinek megőrzése.

1961 szeptemberére elkészítettek egy nyilatkozatot, mely szerint támogatják Cornwall önkormányzáshoz való jogát, és így reményeik szerint az Egyesült Királyság egy föderális felépítésű állam lenne. Az MK. első képviselői helyét 1953-ban Redruth-Camborne Városi Tanácsban szerezte meg. Az 1950-es és 1960-as években inkább egy nyomásgyakorló csoport, semmint egy politikai párt volt, melynek tagjai más pártokhoz is csatlakozhattak. Azonban a '70-es évekre egy egységes, koherens szervezetté alakult. Ekkor kezdett el helyi képviselői helyek mellett országos parlamenti helyekért is indulni. Ez az évtized egy szakadáshoz vezetett, melynek eredményeképpen megalakult a Korni Nemzeti Párt.
Jelenleg filozófiájukat a következőképp írják le: korni, zöld, jobboldali vagy közép, decentralista. A párt az Európai Szabad Szövetség tagja, bár nem vett részt az Európai Parlament választásán sem 1999-ben, sem 2004-ben. Közeli kapcsolatokat ápol a Plaid Cymru-val, és kevésbé szoros kapcsolatokat tart fenn a Skót Nemzeti Párttal.
Daphne du Maurier, a jól ismert regényíró régebben tagja volt a Mebyon Kernownak, de mióta politikai párttá váltak, már nem tag. Ennek ellenére ma is a korni ügyek szimpatizánsa.
Az MK választási szövetséget kötött a zöldekkel. A 2005-ös választásokon az MK nem indított jelöltet a St. Ives-i kerületben, hogy helyet hagyjon társának. Válaszul a zöldek nem indítottak jelöltet a másik négy cornwalli körzetben. Az MK bejelentette, a következő választásokkor St. Ivesben is állít jelöltet.

## Választási eredmények
1979-ben, az első EP-s választásokkor a Mebyon Kernow a korni szavazatok majdnem 10%-át megszerezte. Ez a stabil növekedés évtizede volt a párt életében. Ezt követően kis sikerrel mérkőzött meg a parlamenti helyekért. A helyi választásokon nagyobb sikert ért el. 2001-ben elvesztették egyetlen Cornwall Tanácsban meglévő helyüket is.
2004. november 11. óta a Kerrier Kerületi Tanácsban négy képviselőjük van, egy Restomelben (Dick Cole, a párt elnöke), 2005-ös haláláig John Bolitho képviselte a pártot Észak-Cornwallban. Kerrierben az egyik képviselő, Loveday Jenkin csatlakozott a területi kormányhoz, így ő az első kormánytag az MK történetében.
2007 májusában a Mebyon Kernow történelmének legjobb választási eredményét érte el Cornwall kerületi és községi választásán. A 225 megüresedett helyre a párt 24 jelöltet indított, melyek közül heten kerületi, 17-en városi, 4-en községi képviselői mandátumot szerezte. A körzeti választásokon az MK a szavazatok 5%-át szerezte meg. 24 év óta most sikerült először képviselőt juttatnia Caradon tanácsába.
A városi tanácsi választásokon az MK megtartotta öt-öt képviselői helyét Camborne-ban és Penzance-ban, és hármat szerzett Truróban. Ezeken kívül Callingtonban, Liskeardben és Penrynben van képviselőjük.
2021-re a pártnak sikerült 21 helyet szerezniük a helyi önkormányzatokban, és sikeresen indult az MK-s Zoe Fox a Camborne-i polgármesteri helyért is. 
| Választás éve | jelöltek száma | szavazatok száma | %   | Elnyert mandátumok |
| ------------- | -------------- | ---------------- | --- | ------------------ |
| 2005          | 18             | 9,421            | 3.7 | 0 / 82             |
| 2009          | 33             | 7,290            | 4.3 | 3 / 123            |
| 2013          | 26             | 6,824            | 4.8 | 4 / 123            |
| 2017          | 19             | 5,344            | 4.0 | 4 / 123            |
| 2021          | 19             | 8,897            | 5.0 | 5 / 87             |

Választások a Képviselőházba
| Év   | Jelöltek száma | Szavazatok száma | %     | Mandátumok |
| ---- | -------------- | ---------------- | ----- | ---------- |
| 1983 | 2              | 1,151            | 1.2%  | 0 / 5      |
| 1987 | nem indult     | nem indult       | -     | -          |
| 1992 | nem indult     | nem indult       | -     | -          |
| 1997 | 4              | 1,906            | 0.8%  | 0 / 5      |
| 2001 | 3              | 3,199            | 1.3%  | 0 / 5      |
| 2005 | 4              | 3,552            | 1.7%  | 0 / 5      |
| 2010 | 6              | 5,379            | 1.9%  | 0 / 6      |
| 2015 | 6              | 5,675            | 1.9%  | 0 / 6      |
| 2017 | nem indult     | nem indult       | -     | -          |
| 2019 | 1              | 1,660            | 0.50% | 0 / 6      |

Európa parlamenti választások, az Egyesült Királyságban
| A választás éve | Jelölt         | Szavazatok száma | %          | Pozíció    |
| --------------- | -------------- | ---------------- | ---------- | ---------- |
| 1979            | Richard Jenkin | 10,205           | 5.9%       | 4th        |
| 1984            | nem indult     | nem indult       | nem indult | nem indult |
| 1989            | Colin Lawry    | 4,224            | 1.9%       | 6th        |
| 1994            | Loveday Jenkin | 3,315            | 1.5%       | 7th        |

## Korni Nemzetgyűlés
2000 júliusában a Mebyon Kernow kibocsátotta a Korni Nemzetgyűlésről szóló kiáltványát:
Cornwall egy független régió. Világosan meghatározott gazdasága, közigazgatása és szociális felépítése van. Cornwall egyedi identitása a kelta jegyeknek, kultúrának és környezetnek köszönhető. Kinyilvánítjuk, hogy Cornwall népének érdekeit leginkább egy, a jövőben felálló korni nemzetgyűlésen alapuló kormányzás képviseli. Így tehát bejelentjük, hogy felállítjuk a Korni Alkotmányozó Kongresszust azzal a céllal, hogy létrehozza a Korni Nemzetgyűlést, a Senedh Kernowot.
Három hónappal később megtartották a Korni Alkotmányozó Kongresszust, hogy a hatalmat átruházhassa a Nemzetgyűlésre. Kevesebb mint két év alatt több mint 50.000 aláírást gyűjtöttek, ezek közül 41.650-et Cornwallban, ami az itteni választásra jogosultak majdnem 10%-a. Andrew George és a Kongresszus képviselői (Bert Biscoe, Richard Ford, Dick Cole, David Fieldsend Andrew Climo Thompson) 2001. december 12-én a Downing Street 10-nél átadták a kiáltványt.
Jelenleg a Délnyugati Regionális Tanács és a Délnyugati Regionális Fejlesztési Ügynökség felel a gazdasági fejlesztésért, a lakásokért és a stratégiai tervekért. A terület legjelentősebb pártja, a Liberális Demokraták a tanácsokat nem demokratikusnak és felelőtlennek nevezi.

## Támogatottság
Az Ipsos MORI által 2003 februárjában a Cornwalli Tanács felkérésére készített felmérés szerint a megkérdezettek 55%-a támogatna egy választott, felelős cornwalli regionális tanácsot. (2002-ben ez az arány 46% volt.
A kampányt mind az öt liberális demokrata képviselő, az MK és a Cornwalli Tanács is támogatja.
Larry Whitty, a Lordok Házának egyik tagja elismerte, hogy Cornwallnak különös oka van az önrendelkezésre, de ez nem egy régió, mely saját maga tudná irányítani gazdaságát, közlekedését és infrastruktúrájának tervezését. Egy cornwalli látogatásán John Prescott miniszterelnök-helyettes azt modta: Cornwallnak van a legerősebb regionális identitása az országban.

## Külső hivatkozások
- A Korni Nemzetgyűlés hivatalos honlapja, 2006
- Korni Nemzetgyűlés - Senedh Kernow (archiv)
- Mebyon Kernow
- Területi önrendelkezés
- Délnyugati Regionális Tanács